# 세키조가와촌
세키조가와촌(石城川村)은 오이타현, 오이타군에 있던 촌이다. 현재의 , 유후시, 오이타시, 벳푸시의 일부에 해당한다.